# 如皋城墙
如皋城墙，位于中国江苏省如皋市，为原如皋县城墙。原城墙已拆除，仅存东水关。2006年6月5日，如皋城东水关遗址列入江苏省文物保护单位。

## 历史
嘉靖三十三年(1554年)，筑城墙，周长1296丈（4030米）。万历二十年(1592年)，四城门外加筑月城。乾隆三十三年(1768年)，修缮加固城墙。
1951年7月，拆除城墙，仅余东水关。